# Gerdei-árok
A Gerdei-árok Szentlőrinctől északkeletre ered, Baranya vármegyében. A patak forrásától kezdve déli irányban halad, egészen Gerdéig , ahol beletorkollik a Pécsi-vízbe.
A Gerdei-árok vízgazdálkodási szempontból az Alsó-Duna jobb part Vízgyűjtő-tervezési alegység működési területéhez tartozik.

## Part menti települések
- Szentlőrinc
- Szabadszentkirály
- Gerde